# Épendes (kanton Vaud)
Épendes je obec v západní (frankofonní) části Švýcarska, v kantonu Vaud, v okrese Jura-Nord vaudois. Žije zde 358 obyvatel.

## Geografie
Épendes leží v nadmořské výšce 447 m, vzdušnou čarou 5 km jihozápadně od okresního města Yverdon-les-Bains. Vesnice se rozkládá na mírně vyvýšeném místě na jihovýchodním okraji roviny Orbe, na úpatí severních výběžků náhorní plošiny Gros de Vaud, ve střední části kantonu Vaud.
Rozloha obce o velikosti 4,8 km² zahrnuje část severní části Vaudské plošiny. Větší severní část obce zabírá rovina Obce (435 m n. m.) a sahá přes Canal Oriental až ke kanalizované řece Thielle. Na jihu se obec rozprostírá přes strmý svah na náhorní plošinu severně od Suchy, která je rozdělena údolími potoka Ependes. Nejvyšší bod Ependes dosahuje 569 m n. m. nad Côtes de Chalamont. V roce 1997 tvořily zastavěné plochy 8 % rozlohy obce, lesy a háje 14 %, zemědělská půda 76 % a neproduktivní půda necelá 2 %.
Sousedními obcemi jsou Belmont-sur-Yverdon, Chavornay, Mathod, Orbe, Suchy, Suscévaz, Treycovagnes a Yverdon-les-Bains.

## Historie
Obec je poprvé zmiňována v roce 1154 jako Spinles. V roce 1174 je obec uváděna jeko Espinnes.
Od středověku bylo Ependes součástí panství Belmont. Po dobytí kantonu Vaud Bernem v roce 1536 přešla vesnice pod správu panství Yverdon, přičemž patřilo k okrsku Belmont. Po pádu Staré konfederace patřila obec v letech 1798–1803 v období Helvétské republiky ke kantonu Léman, který se poté s nástupem mediační ústavy stal součástí kantonu Vaud. V roce 1798 byla přidělena k okresu Yverdon. Do konce roku 1996 byla obec součástí okresu Yverdon, od roku 1997 se stala částí nového okresu Jura-Nord vaudois.

## Obyvatelstvo
| Rok            | 1798 | 1850 | 1900 | 1950 | 1980 | 2000 |
| Počet obyvatel | 265  | 320  | 249  | 293  | 205  | 320  |

V roce 2000 hovořilo 90,0 % obyvatel obce francouzsky. Ke švýcarské reformované církvi se ve stejném roce hlásilo 61,6 % obyvatel, k církvi římskokatolické 20,9 % obyvatel.

## Hospodářství
Až do druhé poloviny 20. století bylo Épendes vesnicí, která se zabývala převážně zemědělstvím. I dnes má zemědělství a ovocnářství významný podíl na struktuře zaměstnanosti obyvatelstva. Více než 1 km² půdy je pronajato cukrovarům Aarberg und Frauenfeld AG pro pěstování cukrové řepy. Kromě toho zde působí několik zahradnických podniků. Další pracovní místa jsou k dispozici v místním malém průmyslu a ve službách. Od roku 1830 do roku 1971 bylo Épendes sídlem sýrařského družstva. V posledních desetiletích se Épendes také rozvinulo v rezidenční obec. Mnoho pracujících proto dojíždí za prací, zejména do Yverdonu.

## Doprava
Obec má velmi dobré dopravní spojení. Leží na staré hlavní silnici z Yverdonu do Chavornay. Dálniční sjezd Yverdon-Sud na dálnici A1 (Lausanne–Yverdon) otevřené v roce 1981, která prochází územím obce, je vzdálený asi 4 km, sjezd Chavornay asi 5 km od centra obce. 7. května 1855 byl otevřen úsek Yverdon – Bussigny-près-Lausanne železniční trati Yverdon-Lausanne s nádražím v Épendes.